# 물푸레도서관
물푸레도서관은 경기도 파주시 소재의 도서관이다.

## 연혁
- 2012.12.27 물푸레도서관 시범 운영개시
- 2013.03.29 정식 개관

## 이용 안내
이용 시간
- 하절기: 평일 09:00~19:00 / 주말 09:00~18:00
- 동절기: 매일 09:00~18:00

휴관일
- 매주 월요일